# Stictoptera swinhoei
Stictoptera swinhoei är en fjärilsart som beskrevs av George Thomas Bethune-Baker 1908. Stictoptera swinhoei ingår i släktet Stictoptera och familjen nattflyn. Inga underarter finns listade i Catalogue of Life.